# برنگاریای ناوار
برنگاریای ناوارا (به انگلیسی: Berengaria of Navarre)، ملکه انگلستان و همسر ریچارد یکم بود. او بزرگترین دختر سانچو پنجم از ناوارا بود. مانند بسیاری از ملکه‌های دوران قرون وسطا، اطلاعات کمی از او در دسترس است.
او به صورت سنتی تنها ملکه انگلستان شناخته می‌شود که هرگز به انگلستان پا نگذاشت. او در طی دوران ازدواج خود، ریچارد که بی فرزند بود را بسیار کم دید اما او ریچارد را در جنگ صلیبی سوم همراهی کرد. (حرکتی معمول برای همسر شخضی در جنگ‌های صلیبی شرکت می‌کند)

## سال‌های اول
در سال ۱۱۸۵، پدر بنگاریا، تیول مونریل را به او داد. الینور اکیتن، ترتیب نامزدی برانگاریا با پسرش ریچارد شیردل را داد. یک اتحاد با ناواریا به معنی محافظت از مرزهای جنوبی بود. به نظر می‌رسد برانگتریا و ریچارد در سال‌های قبل از ازدواج با هم ملاقات کرده بودند و این ملاقات باعث به وجود آمدن احساساتی بین آن‌ها شده بود.
در سال ۱۱۹۰، النور در پامپلونا با سانچو ملاقات کرد و وی به احترامش، ضیافتی را در کاخ سلطنتی اولیت برگزار کرد. امکان جشن گرفتن نامزدی نبود زیرا ریچارد سال‌ها با آلیس، خواهر ناتنی پادشاه فیلیپ دوم، پادشاه فرانسه نامزد بود. ریچارد خواستگاری خود را با آلیس در ۱۱۹۰ هنگامی که در مسینا بود، فسخ کرد. گفته شده‌است که آلیس معشوقه پدر خود ریچارد، هنری دوم انگلستان و احتمالاً مادر یک فرزند نامشروع شده‌است؛ بنابراین ازدواج بین ریچارد و آلیس به دلایل قرابت مذهبی از نظر فنی، غیرممکن بود.

## ازدواج
بنگاریا را مادر ریچارد برای او آورد بخاطر اینکه ریچارد درگیر جنگ صلیبی سوم بود. این دو زن بدون هیچ اتلاف وقتی بعد از تاجگذاری راه افتادند. آنها ماجرای طولانی و سختی را برای رسیدن به ریچارد داشتند. وقتی آن‌ها به سیسیل رسیدند، خواهر ریچارد، ملکه بیوه سیسیلی به آن‌ها پیوست. برانگاریا تحت حفاظت جوان رها شد. در راه رسیدن به سرزمین مقدس (منطقه ای بین رود اردن و دریای مدیترانه)، کشتی بنگاریا توسط پادشاه جزیره قبرس تهدید شد. ریچارد برای نحات او آمد و جزیره قبرس را فتح کرد. ازدواج آن‌ها در کلیسایی در لیماسول، منطقه ای در قبرس انجام شد.

## همسر ملکه
اینکه آیا ازدواج هرگز حتی به‌طور کامل انجام شده‌است یا خیر، یک گمان است است. در هر صورت، مطمئناً ریچارد همسر جدید خود را برای بخش ابتدایی جنگهای صلیبی سوم با خود برد. این امر عادی نبود (اگرچه مادر ریچارد، النور آکویتایی، ملکه فرانسه، در طول جنگهای صلیبی دوم در کنار همسرش بود). برانگاریا قبل از بازگشت ریچارد از سرزمین مقدس، برگشت. در بازگشت به اروپا دستگیر و زندانی شد. برانگاریا در اروپا، مستقر شد. در تلاش برای جمع‌آوری پول برای باج خود بود. پس از آزادی، ریچارد به انگلستان بازگشت وبرانگاریا به او ملحق نشد.
در هنگام آزادی، ریچارد شروع به بازپس‌گیری مناطقی در فرانسه کرد که توسط برادرش جان از دست رفته بود یا توسط پادشاه فیلیپ دوم تصرف شده بود. تمرکز او روی پادشاهی بود، نه ملکه اش. از طرف پاپ سلستین سوم به او دستور داده شد که با ملکه برنگاریا متحد شود و در آینده به او وفادار باشد. ریچارد که اکنون بیشتر وقت خود را در فرانسه می‌گذراند، اطاعت کرد و بعد از آن هر هفته برگناریا را به کلیسا برد. هنگامی که وی در سال ۱۱۹۹ درگذشت، او مضطرب شد، شاید بیشتر از این که عمداً به عنوان ملکه انگلیس و قبرس نادیده گرفته شود. برخی از مورخان بر این باورند که برانگاریا صادقانه شوهرش را دوست داشت و احساسات ریچارد نسبت به او صرفاً صوری بود زیرا این ازدواج یک رابطه سیاسی و نه یک رابطه عاشقانه بود.
ان ترینداد، مورخ دربارهٔ برنگاریا می‌گوید که "از او به عنوان خیرخواه چندین مجامع و موسسات مذهبی یاد می‌شود و به عنوان الگوی تقوا شناخته می‌شد." وی همچنین اظهار داشت که "زندگی برانگاریا به وضوح محدودیت‌هایی را نشان می‌دهد که تحت آن زنان قرون وسطایی، حتی اشرافی‌ها، مجبور به زندگی با آن بودند." مبارزات برانگاریا نمونه خوبی از آنچه بسیاری از زنان در قرن سیزدهم با آن روبرو بودند، است و "آن سالهای طولانی بیوه گی، بر اساس سوابق، یک زن شجاع قوی، مستقل، منزوی، مبارزه با شرایط سخت سیاسی و اقتصادی، با کمی علاقه به تله‌های موجود درباری، ناشی از ایمان او به مسیحیت و وفاداری به سلطنت مقدس پیتر، از ادعای حقوق خود در برابر دشمنان قدرتمند، اعم از روحانیان، نترسید. "